# Alessandra Ambrosiová
Alessandra Corine Maria Ambrósiová (* 11. dubna 1981, Erechim) je brazilská modelka a příležitostná herečka. Je známá svou prací pro Victoria's Secret, jejímž "andílkem" byla od roku 2000 do roku 2017. Pracovala též pro značky Armani, Christian Dior a Ralph Lauren. V roce 2012 byla časopisem Forbes zařazena na šesté místo seznamu nejlépe placených modelek (s příjmem okolo 6,6 milionu amerických dolarů). V květnu 2007 byla vybrána časopisem People mezi 100 nejkrásnějších lidí světa. Objevila se v bondovce Casino Roayle, v komedii Táta je doma či v seriálu Jak jsem poznal vaši matku (10. díl 3. sezóny).